# Mercurial de Forlì
Mercurial de Forlì (mort en 406) est traditionnellement indiqué comme premier évêque de Forli et vénéré comme saint par l'Église catholique et l'Église orthodoxe, fête le 30 avril. 

## Biographie
Selon la tradition, Mercurial est le premier évêque de Forli de 359 à 406, et combat le paganisme et l'arianisme. De nombreuses légendes naissent à son sujet. Les témoignages les plus anciens sur saint Mercurial se réfèrent à son culte et aux églises qui lui sont dédiées, comme l'actuelle basilique Forli qui est placée sous son patronage.
Entre 1050 et 1084, un écrivain anonyme écrit sa première Vita basée sur les peintures de l'ancienne basilique. Dans cette biographie se trouvent deux éléments principaux : à Rimini, un juge païen nommé Taurus se moque de l'Eucharistie qui n'est pour lui rien de plus qu'un repas comme les autres. Mercurial et d'autres évêques acceptent le défi de Taurus et consacrent ensemble les espèces eucharistiques et les donne au juge païen ; il les avale et meurt aussitôt. Les déclarations de Taurus coïncident avec les enseignements de Bérenger de Tours qui au moment où cette biographie est écrite, trouble beaucoup de fidèles. Le deuxième épisode fait référence à un dragon qui à l'époque terrorise la zone entre Forlì et Forlimpopoli. D'un commun accord, les évêques Mercurial et Ruffile, font face au dragon et placent leurs étoles sur son cou et l'immobilisent puis l'enferment dans un puits profond, qui, selon la tradition, s'agite et tremble le jour de la fête de saint Mercurial.
Francesco Lanzoni (it) démontre que l'auteur de la Vita a mal interprété les peintures de l'église primitive car il y a quatre scènes qui doivent être regroupées en deux cycles qui représentent le triomphe du christianisme sur l'idolâtrie et le triomphe de l'orthodoxie sur l'arianisme, représenté symboliquement par un dragon. En 1232, une deuxième légende se forme, de nouveau basée sur des peintures, qui raconte que Mercurial aurait libéré le peuple de Forlì emmené en esclavage par le roi wisigoth d'Espagne, Alaric que Mercurial guérit d'une maladie ; en récompense, il obtient la libération des esclaves. 

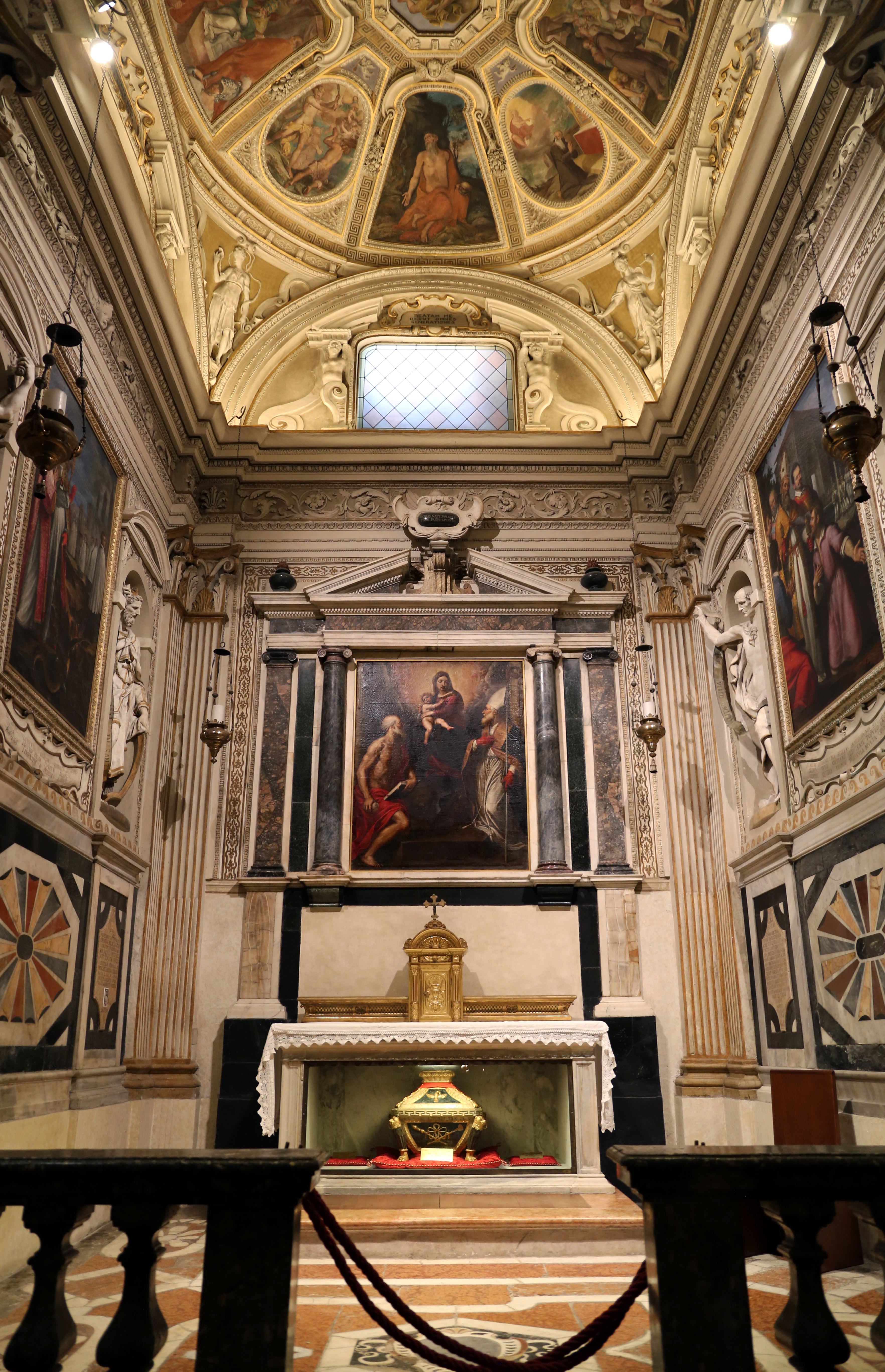
Urne avec les reliques de saint Mercurial dans la chapelle de l'abbaye qui lui est dédiée à Forlì.

Le corps du saint repose à Forlì dans l'abbaye Saint-Mercurial (it), tandis que sa tête est conservée à église de la Sainte-Trinité (it), également à Forlì.

## Mercurial dans les arts
- Baldassarre Carrari le Jeune, Couronnement de la Vierge et les saints Benoît, Mercurial, Jean Gualbert et Bernard Uberti (1512)
- Bernardino del Signoraccio, Vierge à l'enfant avec les saints Mercurial et Benoît (1493)
- Lodovico Cigoli, Saint Mercurial tue le dragon (Forlì)
- Guido Cagnacci, Gloire de saint Mercurial (peinture 1642-43), Forlì, Galerie d'art civique.

## voir aussi